# Dominatet
Dominatet är benämningen på perioden mellan 284 och 476 i det Romerska rikets historia.

## Tillkomst
År 284 blev Diocletianus kejsare och tillsammans med Konstantin den store skapade han vad som brukar kallas det senantika romarriket. Det var ett rike som i många avseenden skiljde sig från republikens Rom och även principatet. Kring kejsarna utvecklades ett stort hov och alla kejsare från och med Konstantin den store bar ett diadem på huvudet. Diademet blev föregångare till kungakronan. Denna utveckling av kejsarmakten berodde till stor del på att kejsarna tagit starka intryck av kungadömena i Mellanöstern. En stor förändring inrikespolitiskt var att huvudstaden Roms betydelse minskade redan i slutet av 200-talet och Konstantin lät på 330-talet flytta huvudstaden till Konstantinopel. En annan stor förändring var kristendomens utbredning. 
Diocletianus införde ett system med flera "underkejsare" och från slutet av 200-talet var det snarast regel att romarriket styrdes av flera kejsare. Några undantag finns dock; Konstantin den store regerade som ensam kejsare 314-337. Denna utveckling var till stor del resultatet av det prekära läget för riket under stora delar av 200-talet. Man ansåg helt enkelt att det behövdes en uppdelning där flera kejsare styrde olika delar av riket. 

## Stabilisering
Efter att Konstantin den store besegrat alla rivaler om kejsarkronan stabiliserades den inrikespolitiska situationen och man fick bättre kontroll över gränsen mot det sassanidiska riket. Statsfinanserna förbättrades radikalt och man kunde åter övergå till myntbetalning och välståndet steg. Särskilt markant var det ekonomiska uppsvinget i rikets östra del, som också var den folkrikaste.
Kejsarna ansåg vid den här tiden att deras viktigaste uppgifter var att bevaka rikets gränser. Därför befann de sig ofta på resande fot, vilket även medförde att det i regel fanns flera kejsare samtidigt och därmed behov av kejserliga residensstäder vid sidan om den officiella huvudstaden. Att kejsarna reste så mycket var givetvis en mycket viktig förklaring till att Roms betydelse successivt minskade. Städer som, förutom Rom, nu blev mycket viktiga var bland andra Milano, Trier och Ravenna i väster. Förutom Konstantinopel i öster var Antiochia och Nikomedeia viktiga städer för kejsarna. 
I mitten av 300-talet verkade det mesta vara frid och fröjd i det väldiga imperiet, åtminstone på ytan. Ekonomin blomstrade och såväl germaner som Sassanider kunde hållas i schack. Men utvecklingen inrikespolitiskt hade börjat gå i en riktning som ledde fram till att Romarriket så småningom kom att delas. Förutom krig och storleken på imperiet var en viktig orsak till detta att Romarrikets östra och västra delar kom att utvecklas på olika sätt. I väster talade man latin medan den östra delen var starkt influerad av den hellenistiska kulturen och där talade flertalet grekiska. Bytet från Rom till Konstantinopel som huvudstad var ett steg på vägen i denna utveckling. En annan mycket viktig utveckling i riket var acceptansen av kristendomen. De kristna hade fått religionsfrihet av Konstantin den store och år 385 blev kristendomen statsreligion i hela riket. 
Även krigsmakten hade genomgått stora förändringar. Yrkesarmé var införd sedan lång tid tillbaka (se principatet), men nu hade krigsmakten blivit allt mer beroende av värvade germanska trupper. Det var en utveckling som startat redan i slutet av 100-talet och under krisen på 200-talet accelererade den. De germanska soldaterna fick därmed alltmer makt.

## Delning
I början av 370-talet invaderade ett centralasiatiskt nomadfolk, hunnerna, Europa, vilket skapade enorm oro bland alla germanska stammar och därmed ökat tryck mot rikets gränser. För att lättare kunna försvara dessa tillät man flera germanstammar att slå sig ned på romerskt område mot att de i gengäld skulle försvara rikets gränser, som hotades av såväl hunner som andra germanstammar. Relationerna mellan kejsaren och de nya bundsförvanterna var inte alltid de bästa. Ostrogoterna, som tillåtits att slå sig ner söder om Donau, gjorde uppror och besegrade kejsare Valens år 378, när kejsaren inte höll vad han lovat. Systemet att värva germanstammar som bundsförvanter skulle på längre sikt få svåra konsekvenser för framförallt romarrikets västra del.

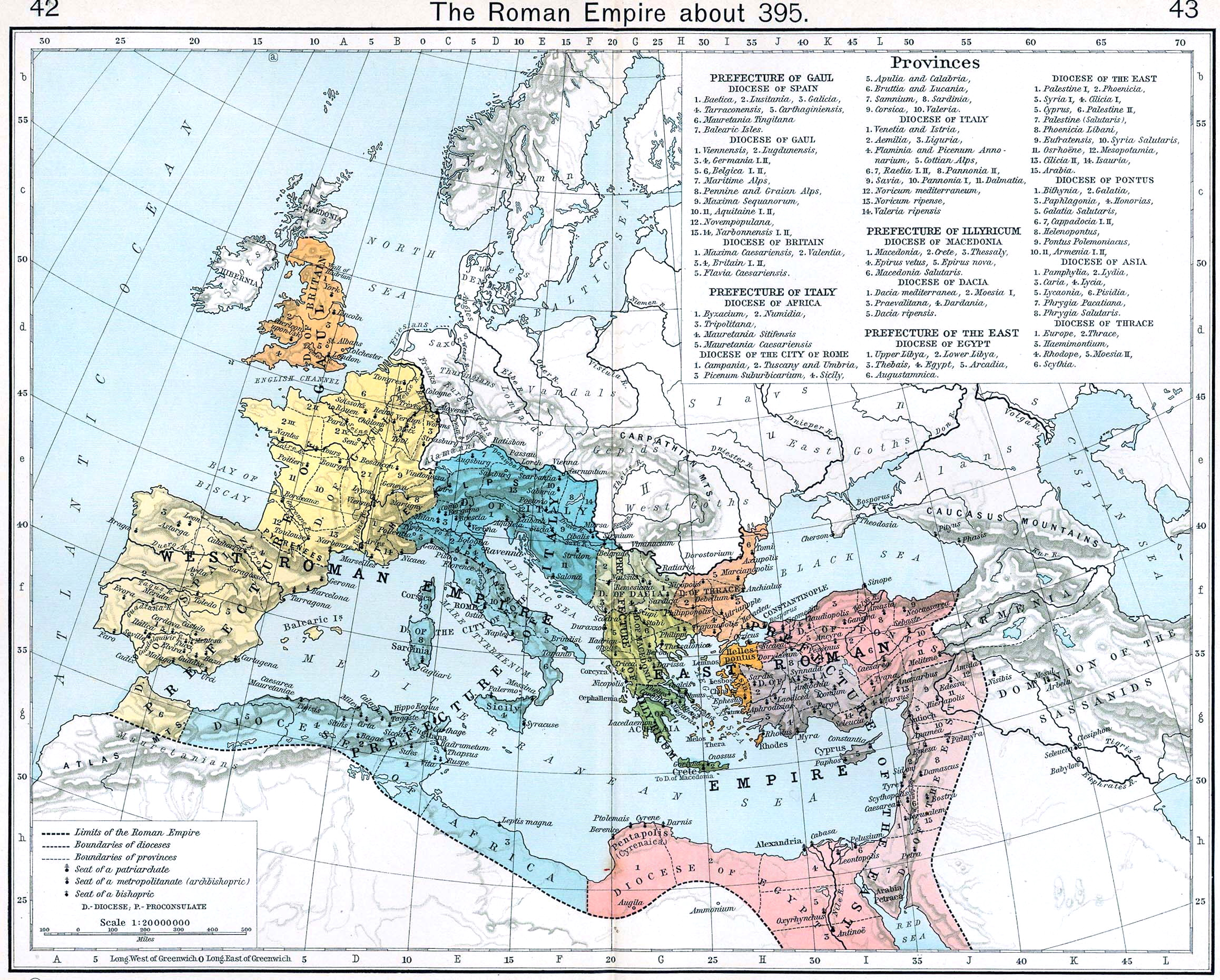
Romerska riket år 395

Året 395 brukar ofta nämnas som ett avgörande år i romarrikets och antikens historia. Det var året då romarriket delades i två självständiga stater, Östrom med Konstantinopel som huvudstad och Västrom där Ravenna blev huvudstad. Sanningen är emellertid inte så enkel. Redan under Julius Caesars tid hade riket delats (se första triumviratet) och det föregående seklet var det vanligast att riket var delat mellan flera kejsare. På 350-talet grundades i Konstantinopel en senat med samma rättigheter som motsvarigheten i Rom och från och med kejsar Constantius II (son till Konstantin den store) var det ofta konflikter mellan kejsaren i Konstantinopel och ståthållarna i västra rikshalvan. Det som skedde år 395 var egentligen endast att riket permanent fick två huvudstäder med två kejsare. Åtminstone under inledningen av 400-talet försökte kejsaren i Konstantinopel hjälpa kejsaren i väst, som hade stora problem. På lite längre sikt var resurserna i Östrom otillräckliga för att hjälpa systerriket i väst, vilket till slut innebar en faktisk delning. Vad gäller utvecklingen efter år 395 se Romerska imperiets fall. 

## Kejsare under Dominatet
Tetrarkin
- Diocletianus år 284-305
- Maximianus år 285-305
- Galerius år (293) 305-311
- Constantius I Chlorus år (293) 305-306
- Severus II år 305-307
- Maximinus Daia år 305 (310)-313
- Maxentius år 306-312
- Licinius år 308-324

Konstantin den stores ätt
- Konstantin I år 306-337
- Konstantin II år 337-340
- Constans år 337-350
- Constantius II år 337-361
- Julianus Apostata år 361-363
- Jovianus år 363-364

Valentinianus ätt
- Valentinianus I år 364-375
- Valens år 364-378
- Gratianus år 375-383
- Valentinianus II år 375-392
- Magnus Maximus år 383-388
- (Eugenius år 392-394)
- Theodosius I år 379-395

Västromerska kejsare
- Honorius år 395-423
- Constantius III år 421
- (Johannes år 423-425)
- Valentinianus III år 425-455
- Petronius Maximus år 455-455
- Avitus år 455-456
- Majorianus år 457-461
- Severus (Libius Severus) år 461-465
- Anthemius år 467-472
- Olybrius år 472
- Glycerius år 473-474
- Julius Nepos år 474-475
- Romulus Augustulus år 475-476